# Lagophylla
Lagophylla es un género de plantas fanerógamas perteneciente a la familia de las asteráceas. Comprende 10 especies descritas y de estas, solo 4 aceptadas.

## Taxonomía
El género fue descrito por Thomas Nuttall y publicado en Transactions of the American Philosophical Society, new series, 7: 390–391. 1841.

## Especies
A continuación se brinda un listado de las especies del género Lagophylla aceptadas hasta julio de 2012, ordenadas alfabéticamente. Para cada una se indica el nombre binomial seguido del autor, abreviado según las convenciones y usos.
- Lagophylla dichotoma Benth.
- Lagophylla glandulosa A.Gray
- Lagophylla minor (D.D.Keck) D.D.Keck
- Lagophylla ramosissima Nutt.